# Physalis ingrata
Physalis ingrata là loài thực vật có hoa trong họ Cà. Loài này được Standl. miêu tả khoa học đầu tiên năm 1938.